# Čimango šedonohý
Čimango šedonohý (Milvago chimango), známý také jako čimango nebo tiuque, je druh dravce z čeledi sokolovití. Vyskytuje se v Argentině, Bolívii, Brazílii, Chile, Paraguayi a Uruguayi, výskyt byl zjištěn i na Falklandských ostrovech a na Rapa Nui.

## Taxonomie
Americká ornitologická společnost a Mezinárodní ornitologický výbor zařazují čimanga šedonohého a čimangy žlutavé do rodu čimango. BirdLife International zařazuje čimanga šedonohého a čtyři další druhy do rodu Phalcoboenus a samotného čimanga žlutavého do rodu čimango. Celosvětové systémy se shodují, že čimango šedonohý má dva poddruhy, M. c. chimango (hlavní poddruh (Vieillot, 1816)) a M. c. temucoensis (Sclater, 1918). Populace v Ohňové zemi byla někdy navržena jako třetí poddruh, M. c. fuegiensis.

## Popis
Čimango šedonohý je 32 až 43 cm dlouhý a váží 170 až 260 g. Jeho rozpětí křídel je 80 až 99 cm. Peří obou pohlaví jsou podobná. Dospělí hlavního poddruhu jsou většinou nahnědlí. Mají tmavé pruhy na straně hlavy a na krku. Jejich břicho je skvrnité nebo pruhované. Jejich ocas je šedavě bíle skvrnitý se širokým černým pásem na konci. Také jejich duhovka je hnědá. Samci mají holou žlutou kůži kolem očí a žluté nohy a chodidla. Samice mají červenorůžovou kůži kolem očí a modrošedé nohy a chodidla. Mláďata mají holé části zbarvené jako dospělé samice. Poddruh M. c. temucoensis je tmavší kouřově hnědý než hlavní poddruh a jejich břicho je výrazněji označené.

## Rozdělení a místa výskytu
Hlavní poddruh čimanga šedonohého se vyskytuje v severním a středním Chile a od centrální Argentiny na východ přes Paraguay, jižní Brazílii a Uruguay až po Atlantský oceán. Žije také na severu Bolívie, kde se nerozmnožuje. Poddruh M. c. temucoensis se nachází na jihu Chile přibližně v provincii Conceptión a jižní Argentině přibližně u řeky Chubut na jih přes Ohňovou zemi až po mys Horn. Jednotlivci byli také zjištěni na Falklandských ostrovech. Kromě toho byl tento poddruh zavlečen na Velikonoční ostrov na počátku 20.století. Čimango šedonohý obývá širokou škálu otevřených krajin včetně travnatých andských podhůří, vřesovišť, křovin, stepí a bažin. Vyskytuje se také v otevřených lesích, plantážích, vesnicích, předměstských a městských oblastech. V Argentině se často vyskytuje podél silnic a oblastí se směsí nedotčených a narušených pozemků. Jeden autor říká, že je nejběžnější v oblasti rančů a pšenice v argentinských pampách, v okolí chilských rybářských vesnic, v okolí rozsáhlých bažin a na skládkách kdekoli. Je to nejběžnější dravec v argentinské Patagonii. V nadmořské výšce je nejběžnější pod 2 000 m, ale pravidelně se vyskytuje až do 3 000 m a příležitostně až 4 000 m.

## Chování

### Stěhování
Čimango šedonohý je celoročně žijící ve většině svého rozsahu. Populace na dalekém jihu jsou částečně stěhovavé, přičemž jedinci se pohybují na sever. Členové severní populace se stěhují do Bolívie v období mimo rozmnožování a také v malých počtech až na sever v Brazílii třeba do Minas Gerais a Goiás. Existuje několik záznamů výskytu z Falklandských ostrovů.

### Krmení
Čimango šedonohý je všežravec, malý predátor a obecný mrchožrout. Mezi jeho živou kořist patří hmyz a další bezobratlí, ještěrky, obojživelníci, vejce a mláďata jiných ptáků a hlodavci. Odstraňuje drobné úhyny na silnicích a také mršiny větších zvířat po odchodu jiných predátorů. Požírá menší množství rostlinné hmoty, jako jsou shnilá jablka, houby a to, co může nasbírat z koňského a dobytčího trusu. Kromě toho si obvykle hledá potravu v letu, létá poněkud náhodně až 10 m nad zemí a padá na kořist nebo jiné zdroje potravy. Často sleduje farmáře, jak orají (byla pozorována shromáždění více než 100 ptáků), shromažďují se u požárů trávy a navštěvují rybářské vesnice a závody na zpracování korýšů pro jejich odpad. Krade potravu od jiných dravců a velkých vodních ptáků. Jednotlivci byli pozorováni při lovu živých ryb z vodní hladiny.

### Hnízdní sezóna
Hnízdní sezóna čimanga šedonohého trvá od září do ledna, přičemž vejce snáší od poloviny října do poloviny listopadu ve velké části jeho rozsahu. Obvykle hnízdí na stromech a staví plošinu s klacky do výšky asi 30 m nad zemí, ale v Patagonii mnohem níže a orientovanou tak, aby se vyhnula převládajícím větrům. V oblastech s malým počtem stromů bude hnízdit na zemi nebo trsy v bažinách. Hnízda na stromech sousedících párů jsou obvykle poměrně daleko od sebe. Pozemní hnízdění může být koloniální, například pozorování více než 70 hnízd na ploše 1,5 ha. Velikost snůšky je obvykle dvě nebo tři vejce, ale i pět vajec není neobvyklé. Inkubační doba je 26 až 32 dní a opeření nastává 32 až 41 dní po vylíhnutí. Obě pohlaví staví hnízdo, inkubují snůšku a zajišťují mláďata.

### Kognitivní chování
Čimango šedonohý je inteligentní pták a ve srovnání s jinými ptáky má vysoké schopnosti řešit problémy. Explorativní tendence, nízká neofobie a schopnost inovovat, které vykazuje Čimango šedonohý, mohou být pro tohoto všeobecného a oportunistického dravce výhodné a mohou být některými z faktorů, které stojí za jeho ekologickým úspěchem.

### Vokalizace
Čimango šedonohý je obvykle nejhlasitější během období rozmnožování, zejména pokud jsou lidé nebo jiní vetřelci blízko hnízda, ale také volá během sporů o jídlo. Jeho nejčastějším zvoláním je „hlasité nevrlé ječení keeeeee-eh“, které obvykle vydává jednotlivě a často za letu. Dělá také "brblání...keag-keah-keah..." nebo "ke-ew, ke-ew, ke-ew" a "různé pískání, vrčení a syčící pískání."

## Stupeň ohrožení
IUCN vyhodnotila čimanga šedonohého jako málo dotčeného. Má velmi velký rozsah, a přestože velikost jeho populace není známa, počet čimangů se zvyšuje. Nebyly zjištěny žádné bezprostřední hrozby. V současné době částečně těží z odlesňování a je nejběžnějším dravcem ve velké části Chile a Argentiny.